# Боавил ла Сен Пер
Боавил ла Сен Пер (фр. Boisville-la-Saint-Père) насеље је и општина у централној Француској у региону Центар (регион), у департману Ер и Лоар која припада префектури Шартр.
По подацима из 2011. године у општини је живело 710 становника, а густина насељености је износила 28,49 становника/km². Општина се простире на површини од 24,92 km². Налази се на средњој надморској висини од 153 метара (максималној 154 m, а минималној 140 m).

## Демографија
| 1962. | 1968. | 1975. | 1982. | 1990. | 1999. | 2011. |
| ----- | ----- | ----- | ----- | ----- | ----- | ----- |
| 524   | 558   | 552   | 638   | 652   | 702   | 710   |

График промене броја становника у току последњих година